# Hydrotaea fasciata
Hydrotaea fasciata este o specie de muște din genul Hydrotaea, familia Muscidae, descrisă de Stein în anul 1913. Conform Catalogue of Life specia Hydrotaea fasciata nu are subspecii cunoscute.